# Kuhlhasseltia
Kuhlhasseltia é um género botânico pertencente à família das orquídeas (Orchidaceae).

## Espécies
1. Kuhlhasseltia gilesii Ormerod, Lindleyana 17: 207 (2002).
2. Kuhlhasseltia javanica J.J.Sm., Icon. Bogor.: t. 301 (1910).
3. Kuhlhasseltia muricata (J.J.Sm.) J.J.Sm., Icon. Bogor.: t. 301 (1910).
4. Kuhlhasseltia nakaiana (F.Maek.) Ormerod, Lindleyana 17: 209 (2002).
5. Kuhlhasseltia papuana J.J.Sm., Nova Guinea 12: 9 (1913).
6. Kuhlhasseltia rajana J.J.Sm., Mitt. Inst. Allg. Bot. Hamburg 7: 26 (1927).
7. Kuhlhasseltia sibelae Ormerod, Lindleyana 17: 209 (2002).
8. Kuhlhasseltia whiteheadii (Rendle) Ames, Orchidaceae 5: 32 (1915).
9. Kuhlhasseltia yakushimensis (Yamam.) Ormerod, Lindleyana 17: 209 (2003).